# Санвеззо, Камило
Ками́ло да Си́лва Санве́ззо (порт. Camilo da Silva Sanvezzo, родился 21 июля 1988 года в Президенти-Пруденти, Бразилия), более известный как Камило — бразильский футболист, нападающий, большую часть карьеры провёл в Мексике.

## Карьера

### «Коринтианс Алагоано»
Камило начал свою карьеру в молодёжном составе «Гремио Пруденте». В 2009 году он перешёл в «Коринтианс Алагоано» и оставался там в течение одного года, прежде чем продолжить свою карьеру в Европе.

### «Корми»
Камило успешно дебютировал в составе «Корми», забив победный гол в своём первом матче против «Слима Уондерерс». Позже он сделал хет-трик в игре против «Мсида Сент-Джозеф», другой хет-трик он оформил в матче против действующих чемпионов «Хибернианс».
В середине сезона «Корми» получил предложение относительно нападающего от южнокорейского клуба, однако руководство отвергло возможный трансфер, сославшись на слишком малую цену предложения и важную роль Камило в клубе.
Камило сыграл весьма важную роль в успешном сезоне «Корми», забив 24 гола в 22 матчах чемпионата — в среднем более чем один гол за игру.

### «Кённам»
7 июля 2010 года Камило перешёл в клуб K-Лиги, «Кённам». Камило изо всех сил пытался набрать форму, благодаря которой он стал лучшим бомбардиром на Мальте. За «Кённам» он сыграл в семи матчах, не забив ни одного гола. Тем не менее, он забил шесть голов в семи матчах за дубль.

### «Ванкувер Уайткэпс»
Камило был на просмотре в «Ванкувер Уайткэпс» перед сезоном 2011 года. Просмотр оказался успешным, и 17 марта 2011 года клуб подписал с ним контракт. Он дебютировал за «Уайткэпс», выйдя на замену в первом матче сезона 2011 года против «Торонто». Он забил свои первые два гола за «Уайткэпс» 2 апреля 2011 года в ворота «Спортинг Канзас-Сити», для команды это был второй и третий гол в матче, в итоге «Уайткэпс» вырвали ничью 3:3. Причём Камило стал первым игроком в истории MLS, забившим два гола в добавленное время. Камило был признан Игроком года «Уайткэпс» за свой вклад в команду во время сезона 2011 года.
Камило продлил контракт с ванкуверским клубом 1 февраля 2012 года. Однако Камило перестал демонстрировать прошлогодние результаты. Только в последних нескольких играх сезона он вернул форму. Камило забил гол и отдал 3 результативные передачи в матче против «Чивас США», соперник был разгромлен со счётом 4:0.
Камило удачно закончил сезон 2012 года, многие называли его потенциальным кандидатом на титул самого ценного игрока лиги в 2013 году. В течение сезона Камило отдал 6 голевых передач. Кроме того, Камило завершил 2013 сезон хет-триком в домашней игре против «Колорадо Рэпидз», таким образом став лучшим бомбардиром MLS с 22 голами. После такого впечатляющего сезона к Камило начал проявлять интерес «Русенборг», наиболее титулованный клуб Норвегии. Однако президент «Уайткэпс» Боб Ленардуцци сказал, что Камило имеет действующий контракт и что клуб нуждается в его услугах в сезоне 2014 года. В январе 2014 года вновь начали ходить слухи относительно трансфера Камило, на него претендовал «Керетаро» из мексиканской Лиги MX, при этом некоторые СМИ даже сообщили, что сделка была уже оформлена. Однако руководство «Уайткэпс» быстро опровергло эти слухи, данные были впоследствии удалены с сайта «Керетаро». Однако, несмотря на провал переговоров, Камило продолжал тренироваться с «Керетаро». Руководство «Уайткэпс» назвало поведение Камило «неприемлемым и неуместным» и «непрофессиональным».

### «Керетаро»
17 января 2014 года стороны пришли к консенсусу, «Уайткэпс» получили рекордную трансферную плату в несколько миллионов долларов. В Апертуре 2014 Санвеззо стал лучшим бомбардиром чемпионата с 12 голами, поделив титул с Мауро Боселли. Всего через несколько недель после восстановления от травмы колена, из-за которой он не играл в Клаусуре 2015, Санвеззо получил ещё одну травму и пропустил остальную часть Апертуры 2015 и большую часть Клаусуры 2016 года. 15 апреля 2016 года после более чем семи месяцев вне игры Камило вернулся в домашнем матче, в котором «Керетаро» с минимальным счётом победил «Америку». В 2016 году Камило получил прозвище «El Lobo».
4 мая 2019 года Камило провёл последний матч за «Керетаро», его команда проиграла с минимальным счётом «Некаксе».

## Футбольное гражданство
Камило не представлял никакую из сборных Бразилии, своей родины. В июле 2013 года было выявлено, что Камило рассматривает возможность представлять Канаду на международном уровне. Камило подал заявку на получение вида на жительство, но должен был ждать, чтобы получить гражданство, прежде чем он смог бы сыграть за канадскую сборную. Этот процесс также проходил товарищ Камило по «Уайткэпс», ганец Гершон Коффи. О перспективе представлять Канаду Камило заявил: 
Ванкувер — хороший город, Канада — прекрасная страна, и, если я получаю возможность играть за её сборную, я буду решать этот вопрос с моей семьёй.